# Македоники (1929 – 1938)
„Македоники“ (на гръцки: «Μακεδονική», в превод Македонски) е гръцки вестник, издаван в град Лерин (Флорина), Гърция от 1929 година до 1938 година.

## История
Вестникът започва да излиза в 1929 година. Издава се от бежанеца от Битоля Димитриос Цонкос, предишен издател на „Неа Флорина“. Идеологически е антивенизелистки и подкрепя Народната партия. Спира да излиза в 1938 година, спрян със заповед на областния управител (номарха) на ном Лерин Йоанис Цакцирас при установяването на диктатурата на Йоанис Метаксас.